# Christian Covington
Christian Coral Cleveland Covington (Vancouver, 16 ottobre 1993) è un giocatore di football americano canadese che milita nel ruolo di nose tackle per i Los Angeles Chargers della National Football League (NFL).

## Biografia

### Houston Texans
Dopo avere giocato al college a football alla Rice University, Convington fu scelto nel corso del sesto giro (216º assoluto) del Draft NFL 2015 dagli Houston Texans. Debuttò come professionista subentrando nella gara del primo turno contro i Kansas City Chiefs. La sua stagione da rookie terminò con 8 tackle e 2 sack in 15 presenze, nessuna delle quali come titolare.

### Dallas Cowboys
Il 14 marzo 2019 Covington firmò un contratto di un anno con i Dallas Cowboys.

### Denver Broncos
Il 28 aprile 2020 firmò un contratto annuale con i Denver Broncos.

### Cincinnati Bengals
Il 4 settembre 2020 Covington venne ceduto ai Cincinnati Bengals in cambio del linebacker Austin Calitro.

### Los Angeles Chargers
L'11 maggio 2021 Covington firmò con i Los Angeles Chargers.